# 므첸스크의 레이디 맥베스
므첸스크의 레이디 맥베스(러시아어: Леди Макбет Мценского уезда "레디 마크베트 므첸스코고 우예즈다"[*])는 드미트리 쇼스타코비치가 작곡하고, 알렉산드르 프리스와 작곡가가 공동으로 대본을 작성한 4막의 러시아 오페라이다. 그들은 니콜라이 레스코브가 쓴 유명한 이야기에 영감을 받고, 이름을 땄다. 이 오페라는 베르디의 맥베스와 혼동이 없을 때만, 때때로 비공식적으로 레이디 맥베스라 언급된다, 1934년 1월 22일 레닌그라드의 레닌드라드 극장에서 초연되었다. 

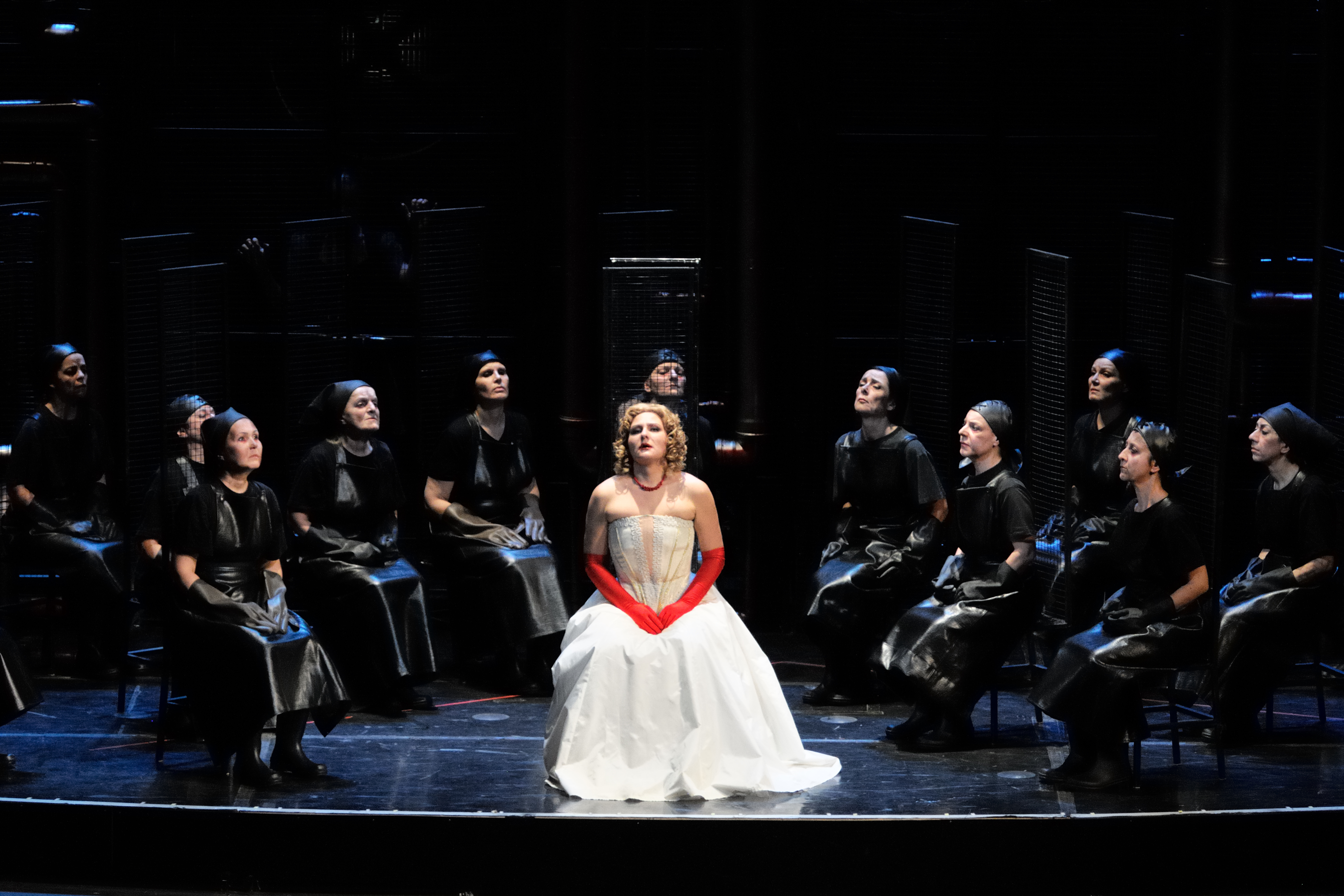
Lady Macbeth of the Mtsensk District at Teatro Comunale Bologna, December 2014, Svetlana Sozdateleva as Katerina L'vovna Izmailova, Director Dmitry Bertman, Helikon Opera Moscow

## 등장인물
- 카테리나 이즈마일로바- 지노비의 아내, 소프라노
- 보리스 이즈마일로프 - 부유한 상인, 바리톤
- 지노비 이즈마일로프 - 그의 아들, 테너
- 세르게이 - 이즈마일로프가에 고용된 일꾼, 테너
- 아크시냐스 - 이즈마일로프가의 하녀, 말하는 역
- 문신한 농부(마을 술꾼) - 이즈마일로프가에 고용된 일꾼, 테너
- 집사, 베이스
- 짐꾼, 베이스
- 첫 번째 일꾼, 테너
- 두 번째 일꾼, 테너
- 성직자, 베이스
- 경찰 조사관, 베이스
- 늙은 죄수, 베이스
- 소녜츠카 - 여죄수, 소프라노
- 여죄수 - 소프라노
- 부사관 - 베이스
- 보초 - 베이스
- 보리스 이즈마일로프의 유령 - 베이스의 합창
- 그 밖에 하인, 결혼 축하객들, 경찰들, 죄수들 등

## 줄거리
- 1840년대 러시아 므첸스크

### 1막
- 1장: 카타리나의 방
- 2장: 이즈마일로프가의 앞뜰
- 3장: 카타리나의 방

### 2막
- 1장: 일주일이 지난 어느 날 저녁, 앞뜰
- 2장: 카타리나의 방

### 3막
- 1장: 창고 근처
- 2장: 경찰서
- 3장: 이즈마일로프가의 정원

### 4막
- 강 근처 임시 죄수 수용소

## 참고 문헌
- Taruskin, Richard (1989). "The Opera and the Dictator: the peculiar martyrdom of Dmitri Shostakovich." The New Republic, March 20, 1989, pp. 34-40.
- Wilson, Elizabeth (1994). Shostakovich: A Life Remembered. Princeton University Press. ISBN 0-691-04465-1.